# Minute Maid
Minute Maid er en amerikansk producent af drikkevarer som limonade og juice, men også læskedrikke. Minute Maid har siden 1960 været ejet af The Coca-Cola Company. De har hovedkvarter i Sugar Land Town Square i Sugar Land, Texas.
Virksomheden blev etableret i 1945 som Florida Foods, Inc, some senere blev til Vacuum Foods Corporation.